# Підгірне (Полтавський район)
Підгі́рне — село в Україні, у Скороходівській селищній громаді Полтавського району Полтавської області. Населення становить 158 осіб. До 2020 орган місцевого самоврядування — Новокочубеївська сільська рада.

## Географія
Село Підгірне знаходиться на березі річки Свинківка, вище за течією на відстані 1,5 км розташоване село Никонорівка, нижче за течією примикає село Первозванівка. Річка в цьому місці пересихає, на ній зроблено кілька загат.

## Історія
12 червня 2020 року, відповідно до розпорядження Кабінету Міністрів України № 721-р «Про визначення адміністративних центрів та затвердження територій територіальних громад Полтавської області», село увійшло до складу Скороходівської селищної громади.
19 липня 2020 року, в результаті адміністративно — територіальної реформи та ліквідації Чутівського району, село увійшло до складу новоутвореного Полтавського району.